# Vali (fils d'Odin)
Pour les articles homonymes, voir Vali et Ali.
Dans la mythologie nordique, Vali, aussi appelé Ali (en vieux norrois Váli et Áli), est un dieu Ase mentionné dans les Eddas. Il est le fils d'Odin et de Rind, et il est engendré pour venger la mort du dieu Baldr tué par Hodr, lui même envoûté par Loki. Il ne se lave pas, ni ne se coiffe avant d'avoir accompli cette tâche. Vali fait partie du faible nombre de dieux qui survivent à la bataille prophétique du Ragnarök. Dans la Geste des Danois, œuvre évhémériste du XIIe siècle, il est présenté comme un homme, guerrier qui porte le nom de Bous.
Très discret dans les textes mythologiques, il n'a d'importance qu'en tant que vengeur du meurtre de Baldr, ce qui limite les possibilités d'études. Toutefois des spécialistes ont rapproché le fait qu'il ne se lave pas avant d'avoir vengé Baldr aux abstinences rituelles connues dans certaines sociétés, surtout les abstinences liées aux actes de vengeance, qui trouvent un écho également chez un autre dieu nordique, Vidar, auquel il est lié.

## Étymologie
Les noms Vali et Ali, du vieux norrois Váli et Áli , Alia au féminin  , sont d'étymologies incertaines. Différentes propositions ont été discutées ; son nom pourrait dériver de *Wanilo et signifier « le petit Vane », ou de *waihalaR « celui qui se dispute ». Mais aucune n'est convaincante.

## Caractéristiques

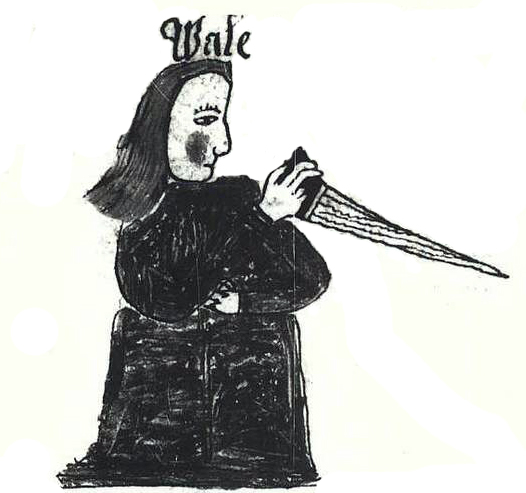
Représentation de Vali dans le manuscrit islandais du XVIIe siècle AM 738 4to.

Vali n'est mentionné que dans les Eddas, textes mythologiques scandinaves rédigés ou compilés aux alentours du XIIIe siècle, soit quelques siècles après la christianisation officielle des derniers royaumes vikings. Ainsi ces textes sont à prendre avec précautions selon certains spécialistes qui estiment qu'ils cachent des influences chrétiennes voulues ou non par leurs auteurs, voire des inventions, et ne reflèteraient donc pas toujours pleinement les croyances religieuses pré-chrétiennes de la Scandinavie.
Comme tous les dieux principaux, Vali est décrit dans la partie Gylfaginning de l'Edda de Snorri, où il est présenté comme un bon archer, toutefois aucun mythe préservé ne fait valoir ce talent :

« Il y en a un autre qui s'appelle Ali ou Vali et qui est fils d'Odin et de Rind. Il est hardi dans les batailles et les traits qu'il lance sont des plus heureux. »

— Gylfaginning, chapitre 30
La déesse Ase Rind est décrite encore comme la mère de Vali au chapitre 36 du Gylfaginning. Vali lui-même est un des 12 principaux dieux Ases, ainsi il participe au banquet pour la visite du géant Ægir au chapitre 1 de la partie Skáldskaparmál. Vali n'intervient toutefois pas dans le récit.
Vali est avant tout un dieu de vengeance. Selon les textes mythologiques préservés qui le mentionnent, il n'est engendré que pour être le vengeur du dieu Baldr tué par Höd (cf. infra). Il a une  grande importance en dehors de ce mythe, toutefois nous ignorons le reste. Il est nommé parmi les rares dieux qui survivent à la fin du monde prophétique, le Ragnarök, et il est alors souverain au renouveau de l'univers avec les autres dieux rescapés de la catastrophe (cf. infra).
Le kenning (au pluriel, kenningar) est une figure de style propre à la poésie scandinave qui consiste à remplacer un mot, ou le nom d'un personnage ou d'une créature par une périphrase. Au chapitre 12 de la partie Skáldskaparmál de l'Edda de Snorri, l'auteur mentionne les kennings qui peuvent désigner Vali (Válakenningar) ; « Fils d'Odin et de Rindr, Beau-Fils de Frigg, Frère des Ases, Vengeur de Baldr, Ennemi et Tueur de Hödr, Habitant de la Propriété des Pères ».

## Mythes liés

### Vengeur de Baldr
Le meurtre du dieu Baldr est essentiellement raconté dans le chapitre 49 du Gylfaginning. En proie à des rêves de sa mort prochaine, Baldr en parle aux Ases qui s'en effraient. La déesse Frigg, mère de Baldr, fait donc jurer tous les éléments de la nature de ne pas faire de mal au dieu, ce qu'ils font, rendant ainsi Baldr invulnérable. Alors les Ases s'amusent à lui lancer toutes sortes d'objets, qui par conséquent le laissent indemne. Le dieu malin Loki, jaloux de cette attention, obtient l'aveu de Frigg qu'elle a oublié de demander le serment au gui tant cette plante semble inoffensive. Loki créé donc un bâton de gui, et propose au frère de Baldr, Höd, de se joindre au jeu et de le jeter vers Baldr. Comme Höd est aveugle, Loki guide son jet et le gui transperce le corps de Baldr qui tombe mort.
Alors Vali est engendré par Odin et Rind pour venger le meurtre de Baldr par Höd. Son statut de vengeur désigné est mentionné dans les poèmes eddiques Hyndluljóð 29, Baldrs draumar 11 et Völuspá 32-34. Dans ces deux derniers poèmes, il est précisé que Vali n'est âgé que d'un jour lorsqu'il venge Baldr, et qu'il est soumis à une abstinence de ne pas se laver ni se coiffer tant qu'il n'aura pas accompli cette tâche. On lit dans Baldrs draumar :
| 11. «Rindr berr Vala i væstrsolvm, sa man Oðins sonr æinnættr væga: hond vm þvær næ hofvð kæmbir, aðr a bal vm berr Balldrs andskota;. | 11. Rindr a conçu Váli Dans les salles de l'ouest, Celui-ci, âgé d'une nuit, Tuera le fils d'Ódinn, Ne se lavera pas les mains Ni ne se peignera ses cheveux Que sur le bûcher n'ait été porté L'ennemi de Baldr. |  |

### Ragnarök

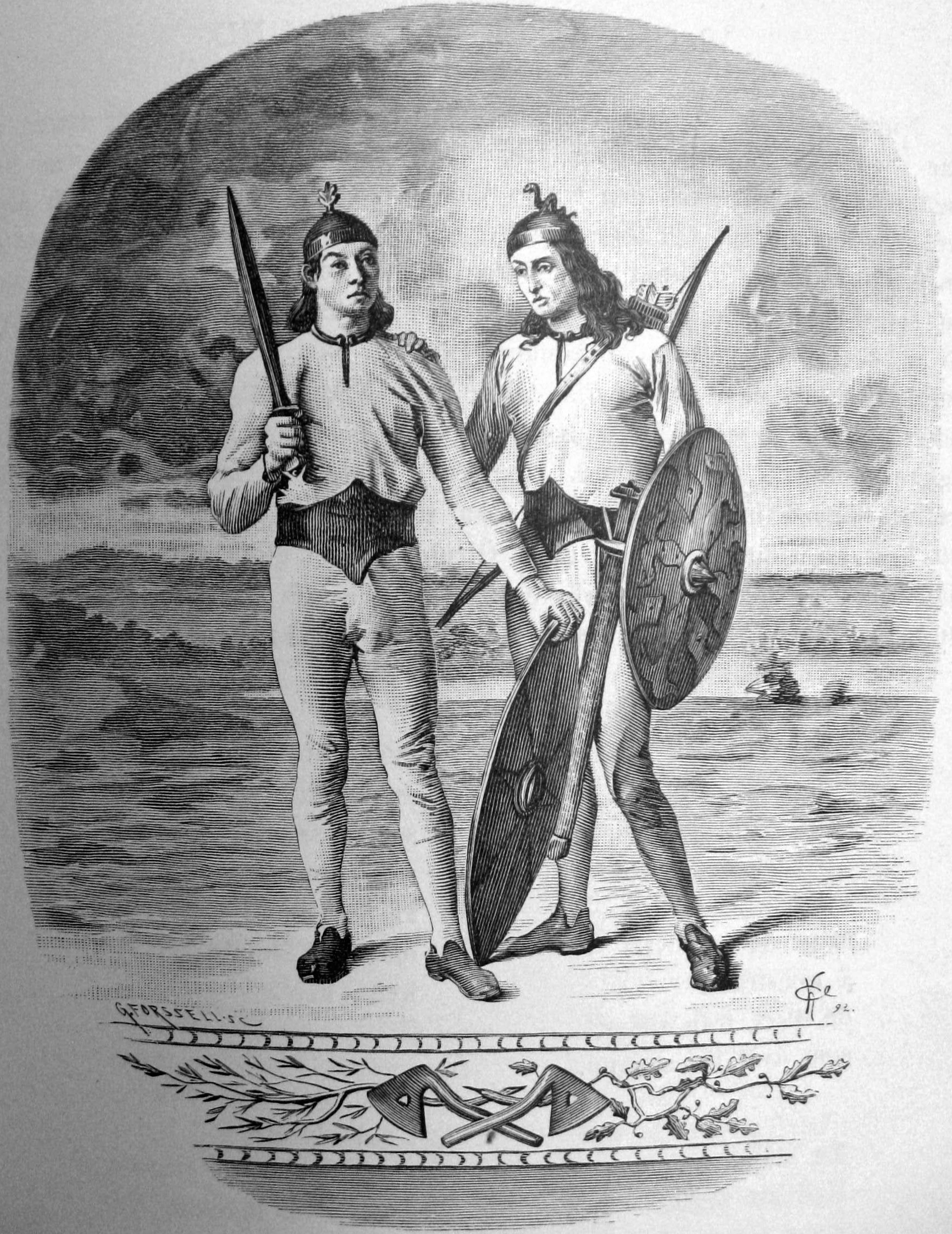
Vidar et Vali. Illustration d'Axel Kulle (1892).

Dans l'eschatologie nordique, il est prophétisé qu'une grande bataille aura lieu dans laquelle les géants, conduits par le dieu Loki, attaqueront les Ases sur la plaine de Vígríd, et le géant du feu Surt combattra aux côtés des forces du chaos et enflammera le monde. Cet événement s'appelle le Ragnarök. Toutes les chaines se briseront et les morts résidant à Hel seront libérés, ainsi Baldr et Höd reviendront du monde des morts. Toutefois aucun texte connu ne mentionne Baldr, Höd ou Vali prenant part aux combats, ils seront par contre des survivants de la catastrophe. 
Le chapitre 53 du Gylfaginning de l'Edda de Snorri décrit les étapes du renouveau après la bataille prophétique. Vali est mentionné comme survivant et il est associé naturellement à Vidar, un autre dieu enfant d'Odin qui possède, comme Vali, le statut de fils vengeur :

« Vidar et Vali survivront, car ni la mer ni le feu de Surt ne leur auront fait du mal. Ils habiteront à Idavoll, là où autrefois s'élevait Asgard. »

— Gylfaginning, chapitre 53
Avec les autres dieux survivants, Modi, Magni, Baldr et Höd, ils partagent leurs secrets et conversent sur les évènements passés. Ils trouvent également les « tablettes d'or » des Ases, qui pourraient correspondre à des trésors, ou plus vraisemblablement aux pièces du jeu en or joué par les Ases au commencement des temps qui est mentionné à la strophe 8 de la Völuspá. Ensuite est citée la strophe 51 du poème eddique Vafþrúðnismál où il est répété que Vidar et Vali habiteront les cieux après l'extinction des feux de Surt.

## Chroniques évhéméristes
L'évhémérisme est une théorie selon laquelle les dieux étaient des personnages historiques qui ont été divinisés après leur mort, ou pendant leur vivant par leurs suivants. Les textes évhéméristes nordiques étaient rédigés par des chrétiens, notamment Saxo Grammaticus et Snorri Sturluson sont les auteurs les plus célèbres. Ces auteurs se sont inspirés de sources mythologiques dont certaines sont aujourd'hui perdues, donc les récits christianisés qu'ils rapportent sont parfois connues que grâce à leurs textes, et présentent ainsi un intérêt mythologique non négligeable. Vali apparait dans deux textes évhéméristes sous le nom de Both et Bous, où il possède toujours le rôle de vengeur de Höd (mentionné dans les textes sous les noms de Hother et Høtherus).

### Chronicon Lethrense
La Chronicon Lethrense (Lejrekrøniken en danois) est un court texte en latin du XIIe siècle, écrit sans doute par un clerc danois, qui raconte les aventures des héros et rois danois de l'ère pré-chrétienne. Le texte est évhémériste puisque les dieux sont présentés comme des hommes qui auraient été pris à tort pour des divinités. En ce sens, la Chronicon Lethrense est similaire à la Gesta Danorum, mais demeure de moindre qualité.
Dans un court paragraphe du texte, on apprend que Hother (qui correspond au dieu Höd) est le fils du roi saxon Hothbrodd. Lors d'une bataille il tue Balder, le fils d'Othen (Odin), et défait Othen et Thor. Il est ensuite tué en bataille par Both (qui correspond alors à Vali), un autre fils d'Othen

### LaGesta Danorum
La Gesta Danorum (Geste des Danois) est une œuvre en latin rédigée à la fin du XIIe siècle par l'historien Saxo Grammaticus à la demande de l'homme d'état Absalon qui gouvernait alors le Danemark et qui désirait doter son pays d'une véritable épopée nationale. Saxo Grammaticus présente dans son œuvre l'histoire des premiers héros et rois danois. Il s'est inspiré des mythes pré-chrétiens et en a proposé une version fortement évhémériste où les dieux nordiques sont en fait des hommes d'une puissance supérieure qui se sont fait passer pour des divinités. 
Les Eddas n'évoquent pas la façon dont Odin est parvenu à séduire Rind. Ces circonstances sont en revanche racontées dans la Gesta Danorum, où Vali porte le nom de Bous. On lit au chapitre 3 du Livre Troisième que Høtherus (qui correspond au dieu Höd) blesse à mort son ennemi et rival Balderus (Baldr). Au chapitre 4, Odin veut alors venger son fils Balderus. Odin apprend auprès d'un devin que Rinda (Rind), la fille du roi des Rutènes, lui donnerait un fils qui vengerait le meurtre. Donc Odin s'en va à trois différentes reprises pour offrir ses services au roi sous une apparence différente (il possède le don de métamorphose), et tente de séduire sa fille mais il est à chaque fois repoussé. Il revient une dernière fois transformé  en guérisseuse. Lorsque Rinda tombe malade, Odin prétend posséder un remède pour la guérir, mais ajoute que ce remède provoquerait une violente réaction. Le père de Rinda la fait donc ligoter sur son lit, laissant alors à Odin la possibilité de la violer. Saxo Grammaticus évoque une variante de l'histoire, où le roi offre bénévolement sa fille à son médecin Odin pour assouvir sa passion amoureuse. De cette union nait alors Bous (Vali). Ce dernier « [aime] la guerre » alors Odin lui conseille de réserver ses représailles au meurtrier de son frère. Høtherus apprend auprès de devins qu'il mourra en affrontant Bous. Il transfère alors ses pouvoirs de chef à son fils, avant de combattre Bous et d'être tué. Toutefois Bous est gravement blessé et ses fantassins le transportent chez lui sur son bouclier. Le lendemain Bous périt de ses blessures, et on lui offre des « funérailles fastueuses ». Il est ensuite enterré par les Rutènes sous un tumulus servant à honorer sa mémoire.

## Théories

### Abstinence rituelle
Vali est créé pour venger la mort de Baldr, et il ne peut ni se laver ni se coiffer avant qu'il n'ait accompli sa tâche. Cette abstinence rappelle un rite attribué au peuple germain des Chattes par Tacite au chapitre 31 de La Germanie (Ier siècle), où ceux-ci se laissent pousser cheveux et barbe dès la puberté jusqu'à ce qu'ils aient tué un ennemi, et alors seulement sont-ils dignes de leur famille,. Un autre dieu nordique soumis à une abstinence rituelle est Vidar qui est d'ailleurs également un fils d'Odin, donc le demi-frère de Vali. Vidar est le « Dieu Silencieux », qui ne parle pas et est destiné à venger la mort de son père Odin au Ragnarök. Vidar et Vali sont donc très liés, ce qui se retrouve dans les textes mythologiques des Eddas où ceux-ci sont parfois associés, ou du moins mentionnés ensemble comme une paire.

### Toponymie
Il est possible que le nom de Vali se retrouve en Norvège dans le lieu-dit Valaskioll (de Valaskíalf, « gorge de Vali ») qui pourrait correspondre à un ancien lieu de culte au dieu, toutefois ceci reste très contesté.

### Traductions des textes mythologiques
- Régis Boyer (trad. de l'islandais), L'Edda Poétique, Paris, Fayard, 1992, 685 p. (ISBN 2-213-02725-0).
- Saxo Grammaticus (trad. du latin), La Geste des Danois : traduit du latin par Jean-Pierre Troadec, Paris, Gallimard, 1995, 445 p. (ISBN 2-07-072903-6).
- Snorri Sturluson, L'Edda (traduit, introduit et annoté par François-Xavier Dillmann), Paris, Gallimard, 1991, 319 p. (ISBN 2-07-072114-0).

### Études
- (en) John Lindow, Murder and Vengeance among the Gods. Baldr in Scandinavian Mythology, Helsinki, Academia Scientiarium fennica, 1997, 210 p.
- (en) John Lindow, Norse Mythology : A Guide to the Gods, Heroes, Rituals, and Beliefs, Oxford University Press, 2001, 365 p. (ISBN 0-19-515382-0, lire en ligne).
- (en) Rudolf Simek, Dictionary of Northern Mythology (trans : Angela Hall), Cambridge, 2007, 424 p. (ISBN 978-0-85991-513-7).